# Roberto Hilbert
Roberto Jan Hilbert, född 16 oktober 1984 i Forchheim, är en tysk fotbollsspelare. 
Hilbert började sin karriär i laget SpVgg Jahn Forchheim. Mellan 2010 och 2013 spelade han i det turkiska fotbollslaget Beşiktaş JK.